# Wisdom of the Crowd
Wisdom of the Crowd – amerykański serial telewizyjny (dramat kryminalny) wyprodukowany przez  Algorithm Entertainment, Keshet Studiosoraz CBS Television Studios, który jest adaptacją izraelskiego serialu o tym samym tytule. Serial jest emitowany od 1 października 2017 roku przez CBS.
27 listopada 2017 roku, stacja CBS ogłosiła anulowanie serialu.

## Fabuła
Serial opowiada o Jeffreyu Tannerze, specjaliście od nowych technologii, którego córka została zamordowana. Mężczyzna tworzy aplikację internetową, która pomaga rozwiązać sprawy kryminalne przy pomocy internautów.

## Obsada
- Jeremy Piven jako Jeffrey Tanner[4]
- Richard T. Jones jako detektyw Cavanaugh[5]
- Blake Lee jako Josh[6]
- Natalia Tena jako Sara[7]
- Monica Potter jako Alex[8]
- Jake Matthews jako Tariq[7]

## Odcinki
| Sezon | Odcinki | Oryginalna emisja w CBS | Oryginalna emisja w CBS |
| Sezon | Odcinki | Premiera sezonu         | Finał sezonu            |
| ----- | ------- | ----------------------- | ----------------------- |
| 1     | 13      | 1 października 2017     | 14 stycznia 2018        |

### Sezon 1 (2017-2018)
| Nr | Tytuł             | Reżyseria       | Scenariusz                                    | Premiera w CBS       |
| -- | ----------------- | --------------- | --------------------------------------------- | -------------------- |
| 1  | Pilot             | Adam Davidson   | Ted Humphrey                                  | 1 października 2017  |
| 2  | In The Wild       | Adam Davidson   | Ted Humphrey                                  | 8 października 2017  |
| 3  | Machine Learning  | Jon Amiel       | Matthew Lau, Aiyanna White                    | 15 października 2017 |
| 4  | User Bias         | Charles Beeson  | Kim Shumway, Patrick Moss                     | 22 października 2017 |
| 5  | Clear History     | Deran Sarafian  | David Appelbaum, Erica Saleh                  | 29 października 2017 |
| 6  | Trojan Horse      | Stephen Kay     | Andrew Dettmann, Joshua Hale Fialkov          | 5 listopada 2017     |
| 7  | Trojan Horse      | Adam Davidson   | Matthew Lau                                   | 12 listopada 2017    |
| 8  | Denial of Service | Eagle Egilsson  | Kim Shumway                                   | 19 listopada 2017    |
| 9  | Proof of Concept  | Roxann Dawson   | Aiyana White                                  | 26 listopada 2017    |
| 10 | Live Stream       | Milan Cheylov   | David Appelbaum                               | 10 grudnia 2017      |
| 11 | Alpha Test        | Adam Davidson   | Erica Saleh                                   | 17 grudnia 2017      |
| 12 | Root Directory    | Liz Friedlander | Joshua Hale Fialkov                           | 7 stycznia 2018      |
| 13 | The Tipping Point | Eric Laneuville | Andrew Dettmann, Patrick Moss, Andrew Dettman | 14 stycznia 2018     |

## Produkcja
9 lutego 2017 roku, stacja CBS zamówiła pilotowy odcinek serialu. W tym samym miesiącu ogłoszono, że główną rolę otrzymał Jeremy Piven. W kolejnym miesiącu do obsady dołączyli: Blake Lee, Natalia Tena, Jake Matthews oraz Monica Potter. 12 maja 2017 roku stacja CBS zamówiła serial na sezon telewizyjny 2017/2018. W tym samym miesiącu poinformowano o powiększeniu się obsady dramatu o Richarda T. Jonesa oraz Blake'a Lee.